# Billy Connolly
William "Billy" Connolly (Anderston, Escocia; 24 de noviembre de 1942) es un actor, comediante, músico y presentador británico. Es conocido también por el apodo de El Gran Yin (El grandote). 
Ha aparecido en películas como Una Proposición Indecente (1993); Su majestad Mrs. Brown (1997), para la que fue nominado a un BAFTA; The Boondock Saints (1999), The Man Who Sued God (2001), El último samurái (2003); Lemony Snicket's A Series of Unfortunate Events (2004), Fido (2006), Garfield 2, The X-Files: I Want to Believe (2008), The Boondock Saints II: All Saints Day (2009), Los viajes de Gulliver (2010) y El hobbit: la batalla de los Cinco Ejércitos (2014).

## Vida personal
Desde 1989 está casado con la presentadora y escritora Pamela Stephenson.
En 2013, Connolly se sometió a una intervención quirúrgica tras haberle sido diagnosticado un cáncer de próstata y el mismo año también fue diagnosticado con la enfermedad de Parkinson.

## Filmografía
| Año  | Título |
| ---- | --- |
| 1975 | Telefilmes - Just Another Saturday como Paddy |
| 1976 | - Connolly Telefilmes - The Elephants' Graveyard como Jody Documentales - Big Banana Feet |
| 1978 | - Absolution como Blakey - Billy Connolly in Concert |
| 1980 | - The Secret Policeman's Ball - Worzel Gummidge: A Cup o' Tea an' a Slice o' Cake como Bogle McNeep |
| 1981 | - Billy Connolly Bites Yer Bum! Documentales - Concert for Kampuchea |
| 1982 | - The Secret Policeman's Other Ball - The Pick of Billy Connolly Telefilmes - Blue Money como Des |
| 1983 | - Bullshot como Hawkeye McGillicuddy |
| 1984 | Televisión - Tickle on the Tum Telefilmes - Weekend in Wallop |
| 1985 | - Water como Delgado - An Audience with Billy Connolly Televisión - Supergran compositor/cantante del tema de la serie Especial televisivo - Live Aid como Él mismo |
| 1986 | - To the North of Katmandu |
| 1987 | - The Hunting of the Snark como The Bellman - Billy Connolly at the Royal Albert Hall |
| 1988 | Documentales - Nelson Mandela 70th Birthday Tribute |
| 1989 | - The Return of the Musketeers como Caddie |
| 1990 | - Whoopi Goldberg Presents Billy Connolly (HBO Standup Performance) - Crossing the Line (The Big Man en el Reino Unido) como Frankie Televisión - Head of the Class como Billy MacGregor (1990–1991) Telefilmes - Dreaming |
| 1991 | - Billy Connolly Live 1991 - Pale Blue Scottish Person (HBO Standup Performance) |
| 1992 | - 25 B.C.: The Best of 25 Years of Billy Connolly Televisión - Billy como Billy MacGregor |
| 1993 | - Indecent Proposal as the Auction MC Telefilmes - Down Among the Big Boys como Jo Jo Donnelly |
| 1994 | - Billy Connolly Live 1994 Televisión - World Tour of Scotland |
| 1995 | - Pocahontas como Ben (voz) - Two Bites of Billy Connolly Documentales/Especiales - A Scot in the Arctic |
| 1996 | - Muppet Treasure Island como Billy Bones Televisión - Pearl estrella invitada y compositor de "I Wish I Was in Glasgow" (1983) en el episodio "Billy" - Billy Connolly's World Tour of Australia como Él mismo Videojuegos - Muppet Treasure Island como Billy Bones (voz) |
| 1997 | - Beverly Hills Ninja como Propietario de la tienda de antigüedades japonesa - Mrs. Brown como John Brown (papel por el que fue nominado a un premio BAFTA) - Paws como PC (voz) - Billy Connolly: Two Night Stand Telefilmes - Deacon Brodie como Deacon Brodie Documentales/Especiales - Sean Connery, an Intimate Portrait - Sean Connery Close Up - Whatever Happened to... Clement and La Frenais? |
| 1998 | - Still Crazy como Hughie - también arreglador de "Stealin'" - The Impostors como Mr. Sparks - Middleton's Changeling como Alibius |
| 1999 | - Billy Connolly: One Night Stand Down Under - The Boondock Saints como "Il Duce", A.K.A. Noah MacManus - The Debt Collector como Nickie Dryden |
| 2000 | - An Everlasting Piece como Scalper - Beautiful Joe como Joe Telefilmes - Columbo: Murder with Too Many Notes como Findlay Crawford |
| 2001 | - Gabriel and Me como Gabriel - The Man Who Sued God como Steve Myers - Who is Cletis Tout? como Dr. Savian - Billy Connolly Live: The Greatest Hits como Él mismo Telefilmes - Prince Charming como Hamish - Gentlemen's Relish como Kingdom Swann Documentales/Especiales - Comic Relief: Say Pants to Poverty - Comic Relief Short Pants                                                             |
| 2002 | - White Oleander como Barry Kolker - Billy Connolly Live 2002 - Billy Connolly's World Tour of England, Ireland and Wales Documentales/Especiales - Ultimate Fights from the Movies como Frankie de Crossing the Line - Billy Connolly: A BAFTA Tribute - Judi Dench: A BAFTA Tribute - The Rutles 2: Can't Buy Me Lunch                                                                                |
| 2003 | - El último samurái como Sgt. Zebulon Gant - Timeline como Prof. E.A. Johnston Documentales/Especiales - Billy Connolly: Erect for 30 Years - Julie Walters: A BAFTA Tribute - The Importance of Being Famous - Overnight - Comic Relief 2003: The Big Hair Do |
| 2004 | - Lemony Snicket's A Series of Unfortunate Events como Tío Monty Televisión - Billy Connolly's World Tour of New Zealand Documentales/Especiales - Comedy Central Presents: 100 Greatest Stand-Ups of All Time as #73 |
| 2005 | DVD - Billy Connolly: Live in New York Documentales - Ivor Cutler: Looking for Truth with a Pin - The Aristocrats |
| 2006 | - Open Season como McSquizzy - Garfield: A Tail of Two Kitties como Lord Dargis - Fido como Fido DVD - Billy Connolly: The Essential Collection Documentales - Fuck |
| 2007 | DVD - Billy Connolly Live: Was it Something I Said? |
| 2008 | - Open Season 2 como McSquizzy - The X-Files: I Want to Believe como Padre Joseph "Joe" Crissman DVD - Billy Connolly: Journey to the Edge of the World |
| 2009 | Televisión - Billy Connolly: Journey to the Edge of the World (ITV1, also aired Channel Seven in Australia) - Good Sharma as Reverendo Webster DVD - The Boondock Saints II: All Saints Day como Noah MacManus, A.K.A. "Il Duce" |
| 2010 | - Gulliver's Travels como Rey de Liliput |
| 2010 | Televisión - Ben 10: Ultimate Alien como Capitán Glowbeard (1 episodio) - Billy Connolly's Route 66 |
| 2011 | - The Ballad of Nessie (narrador) |
| 2012 | - Brave como Rey Fergus (Voz) - Quartet como Wilf |
| 2014 | - Wild Oats - El hobbit: la batalla de los Cinco Ejércitos como Dáin II Pie de Hierro - What We Did on Our Holiday (Nuestro último verano en Escocia) como Gordie |